# Karanganom (Pasrujambe)
Karanganom is een bestuurslaag in het regentschap Lumajang van de provincie Oost-Java, Indonesië. Karanganom telt 6354 inwoners (volkstelling 2010).